# Coppa Italia boulder di arrampicata
La Coppa Italia boulder di arrampicata è un circuito nazionale di gare di arrampicata organizzato annualmente dalla Federazione Arrampicata Sportiva Italiana (FASI), a partire dalla stagione 1999.
Le altre due Coppe italiane di specialità dell'arrampicata sono:
- la Coppa Italia lead di arrampicata
- la Coppa Italia speed di arrampicata

## Albo d'oro
| Anno | Uomini             | Donne               |
| ---- | ------------------ | ------------------- |
| 1999 | Christian Core     | Jenny Lavarda       |
| 2000 | Lucio Giudici      | Alessandra Francone |
| 2001 | Christian Core     | Giulia Giammarco    |
| 2002 | Christian Core     | Stella Marchisio    |
| 2003 | Christian Core     | Giulia Giammarco    |
| 2004 | Gabriele Moroni    | Stefania De Grandi  |
| 2005 | Stefano Ghidini    | Stella Marchisio    |
| 2006 | Lucas Preti        | Claudia Battaglia   |
| 2007 | Gabriele Moroni    | Roberta Longo       |
| 2008 | Gabriele Moroni    | Elena Chiappa       |
| 2009 | Michele Caminati   | Sara Morandi        |
| 2010 | Stefano Ghisolfi   | Elena Chiappa       |
| 2011 | Stefan Scarperi    | Annalisa De Marco   |
| 2012 | Stefano Ghisolfi   | Jenny Lavarda       |
| 2013 | Michael Piccolruaz | Andrea Ebner        |
| 2014 | Stefan Scarperi    | Asja Gollo          |
| 2015 | Riccardo Piazza    | Giorgia Tesio       |
| 2016 | Riccardo Piazza    | Giorgia Tesio       |
| 2017 | Riccardo Piazza    | Giorgia Tesio       |
| 2018 | Elias Iagnemma     | Giorgia Tesio       |
| 2019 | Michael Piccolruaz | Camilla Moroni      |
| 2021 | Filip Schenk       | Camilla Moroni      |
| 2022 | Marcello Bombardi  | Camilla Moroni      |
| 2023 | Pietro Vidi        | Francesca Matuella  |

## Maggiori vincitori di Coppa Italia boulder
Nelle seguenti tabelle sono indicati tutti gli atleti vincitori di almeno due Coppa Italia boulder.

### Uomini
| Nome               | Coppa Italia boulder |
| ------------------ | -------------------- |
| Christian Core     | 4                    |
| Gabriele Moroni    | 3                    |
| Stefano Ghisolfi   | 2                    |
| Stefan Scarperi    | 2                    |
| Riccardo Piazza    | 2                    |
| Michael Piccolruaz | 2                    |

### Donne
| Nome             | Coppa Italia boulder |
| ---------------- | -------------------- |
| Giorgia Tesio    | 3                    |
| Camilla Moroni   | 3                    |
| Jenny Lavarda    | 2                    |
| Elena Chiappa    | 2                    |
| Stella Marchisio | 2                    |
| Giulia Giammarco | 2                    |